# What Do You Want from Me?/Artificial Suicide
What Do You Want from Me?/Artificial Suicide è un singolo del gruppo musicale statunitense Bad Omens, pubblicato il 10 dicembre 2021 come secondo estratto dal terzo album in studio The Death of Peace of Mind.

## Descrizione
I brani si differenziano notevolmente tra loro, con il primo che fa uso di elementi synthwave e new wave e il secondo prevalentemente incentrato sullo stile metalcore tipico del gruppo. Il frontman Noah Sebastian ha spiegato che entrambe le tracce fanno uso della stessa chitarra e della stessa accordatura ribassata digitalmente in fase di creazione al punto da risultare «folle».

Riguardo a What Do You Want from Me?, Sebastian ha rivelato di aver voluto realizzare qualcosa di upbeat partendo da un loop di sintetizzatore che è stato successivamente arricchito dagli elementi synthwave su consiglio di Jesse Cash degli Erra (suo compagno di stanza), che ha realizzato anche il riff di chitarra principale. Sulla creazione di Artificial Suicide ha invece sottolineato l'intenzione di voler fare qualcosa di pesante sulla falsariga di quanto operato con il brano Dethrone (tratto dal secondo album Finding God Before God Finds Me):

## Video musicale
Il 7 gennaio 2022 i Bad Omens hanno reso disponibile un video per Artificial Suicide attraverso il canale YouTube della Sumerian Records.

## Tracce
Testi e musiche di Jesse Cash, Noah Sebastian e Joakim Karlsson, eccetto dove indicato.
1. What Do You Want from Me? – 2:55
2. Artificial Suicide – 3:15

Edizione di Spotify
1. The Death of Peace of Mind – 3:15 (Noah Sebastian, Joakim Karlsson)

## Formazione
Hanno partecipato alle registrazioni, secondo le note di copertina di The Death of Peace of Mind:
Gruppo
- Noah Sebastian – voce, programmazione
- Joakim Karlsson – chitarra, programmazione, voce aggiuntiva
- Nicholas Ruffilo – chitarra, basso
- Nick Folio – batteria

Produzione
- Jesse Cash – produzione
- Noah Sebastian – produzione, ingegneria del suono
- Joakim Karlsson – produzione, ingegneria del suono
- Matt Dierkens – ingegneria del suono
- Zakk Cervini – missaggio, mastering
- Nik Trekov – assistenza al missaggio

## Classifiche
La seguente posizione fa unicamente riferimento a Artificial Suicide:
| Classifica (2023)       | Posizione massima |
| ----------------------- | ----------------- |
| Stati Uniti (hard rock) | 22                |